# تحقيقات نيويورك بشأن منظمة ترامب

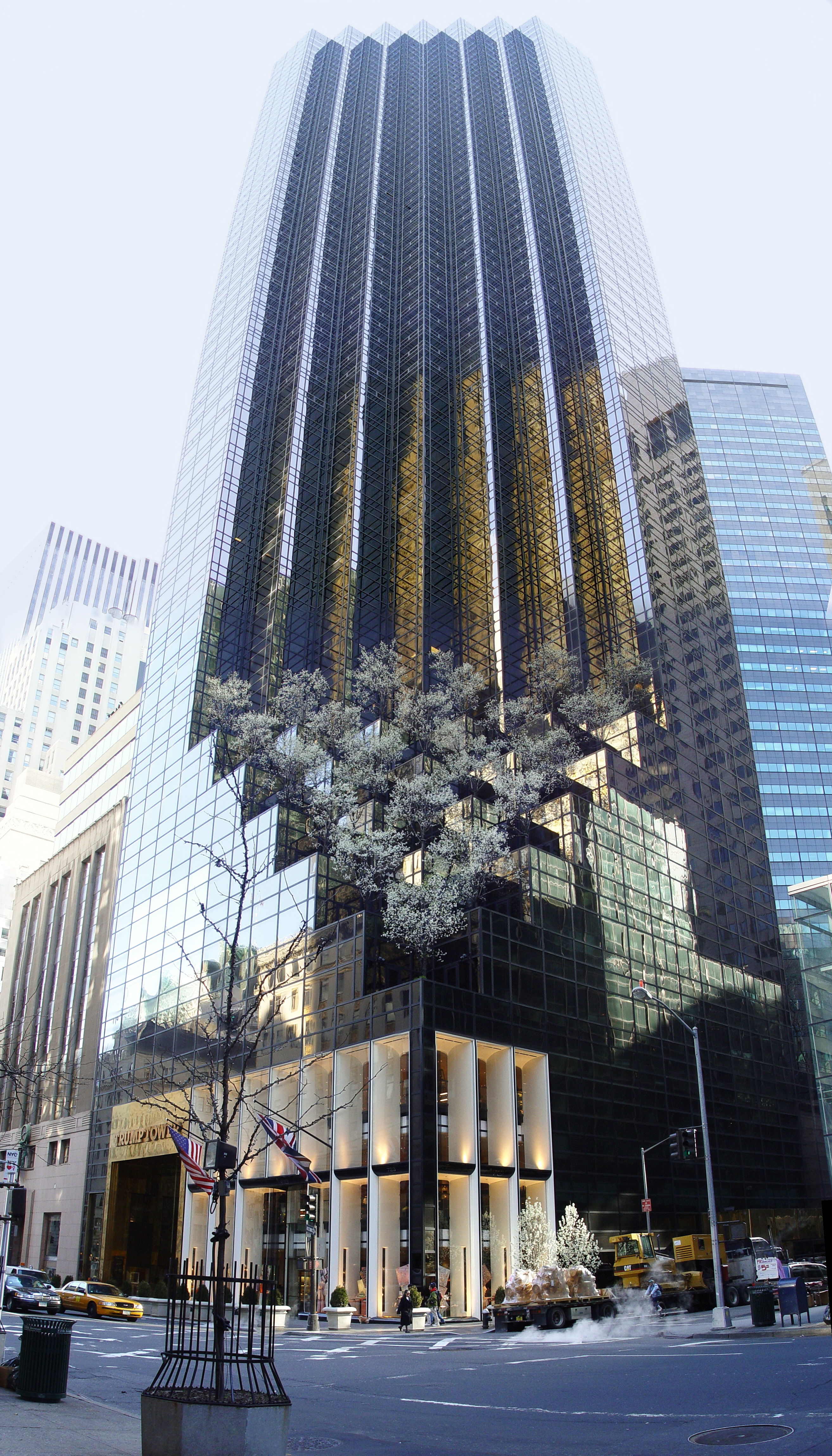
برج ترمب (مانهاتن، نيويورك)، المقر الرئيسي لمنظمة ترمب وموضوع تدقيق بسبب التقارير المالية الخاطئة في القضية المدنية

بحلول عام 2020، فتح تحقيقين ذوي صلة من مسؤولي ولاية ومدينة نيويورك لتحديد ما إذا كانت منظمة ترمب قد ارتكبت غشاً مالياً. أحد هذه التحقيقات هو قضية جنائية يقودها المدعي العام لمنطقة مانهاتن ‏، والثاني هو قضية مدنية ‏ يقودها المدعي العام لولاية نيويورك. وقد أسفرت القضية الجنائية التي يقودها المدعي العام في مانهاتن عن إدانة شركتين تابعتين للمنظمة بـ 17 تهمة، بما في ذلك الاحتيال الضريبي وولوائح الاتهام بحق دونالد ترمب، بينما نجح المدعي العام لولاية نيويورك في فرض مراقب مستقل لمنع الاحتيال المستقبلي من قبل المنظمة.
بحلول منتصف عام 2021، انضمت ليتيتيا جيمس ‏، المدعي العام لولاية نيويورك، إلى التحقيق الجنائي للمدعي العام، حيث قام الأخير بتشكيل هيئة محلفين كبرى. وقد وجه المدعون 10 تهم ضد المنظمة، زاعمين أنها قامت بمخطط احتيالي لمدة 15 سنة للإضرار بالحكومة، بالإضافة إلى 15 تهمة جناية ضد المدير المالي القديم ألين فايسلبرغ ‏—الذي استند إلى التعديل الخامس لدستور الولايات المتحدة الأمريكية أكثر من 500 مرة في شهادته. في أغسطس 2022، أقر فايسلبرغ بالذنب ووافق على الإدلاء بشهادته ضد المنظمة مقابل تخفيف العقوبة. وفي ديسمبر من نفس العام، أُدينت المنظمة بجميع التهم الجنائية الـ17 الموجهة إليها. وتشير الأدلة، بما في ذلك شهادات فايسلبرغ وآخرين، إلى أن فايسلبرغ ومسؤولين آخرين بالإضافة إلى الشركتين التابعتين، شاركوا في مخططات احتيالية، مثل تسجيل بعض المكافآت كدفعات عن عمل تعاقدي ‏. وقد توقفت العديد من الممارسات غير القانونية حوالي وقت الانتخابات الرئاسية الأمريكية 2016.
في عام 2020، استند إريك ترمب إلى التعديل الخامس أكثر من 500 مرة في شهادته أمام المدعي العام. وفي نوفمبر 2021، ذكرت صحيفة واشنطن بوست أن المنظمة بين عامي 2011 و2015 قدمت عدة ممتلكات على أنها ذات قيمة أعلى بكثير للمقرضين المحتملين مقارنة بقيمتها للسلطات الضريبية. وبحسب التقارير، استند دونالد ترمب إلى التعديل الخامس أكثر من 400 مرة خلال شهادته في أغسطس 2022. وفي سبتمبر من نفس العام، رفعت ليتيتيا جيمس دعوى مدنية ضد ترمب وأبنائه الثلاثة الأكبر سناً والمنظمة بتهمة الاحتيال. بالإضافة إلى ذلك، أحالت القضية إلى المدعين الجنائيين الفيدراليين ودائرة الإيرادات الداخلية. وفي نوفمبر، عيّن قاضي نيويورك الذي يشرف على الدعوى القاضية المتقاعدة باربرا س جونز لمراقبة المنظمة، مع تحديد موعد المحاكمة بين أواخر 2023 وأوائل 2024.

## خلفية

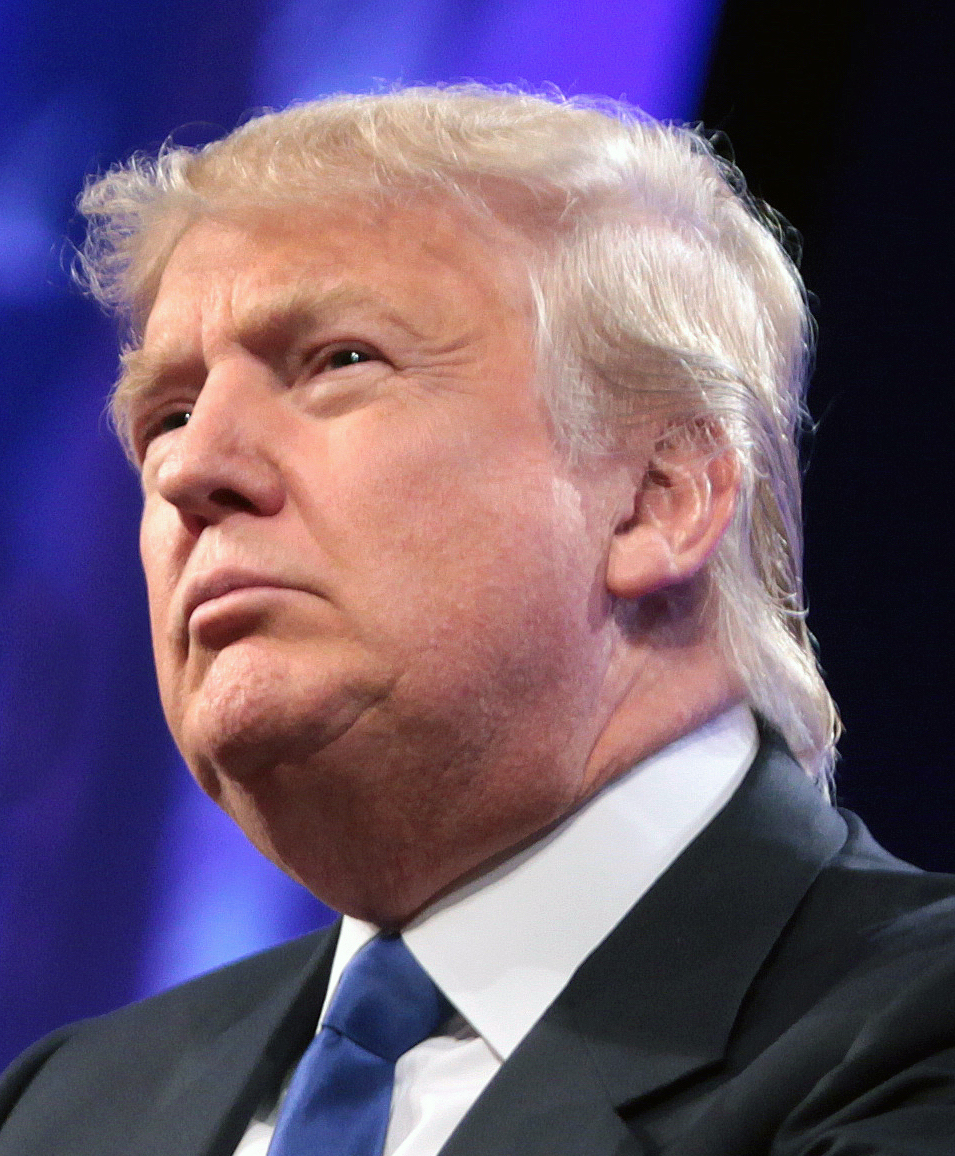
دونالد ترمب في عام 2015

تعتبر البيانات المالية الخاصة بممتلكات منظمة ترمب معلومات خاصة، وهناك تقديرات واسعة النطاق حول القيمة الحقيقية للمنظمة. وقد تم اتهام دونالد ترمب في عدة مناسبات بتضخيم مقياس القيمة لعقارات منظمة ترمب بشكل متعمد من خلال التأثير العدواني على وسائل الإعلام، ولا سيما مؤلفي قائمة فوربس 400 السنوية، وذلك لتعزيز ثروته في أعين العامة على مدار عدة عقود. وقد نشر ترمب القليل من الوثائق المالية الحاسمة لتأكيد صحة مزاعمه حول التقييم المالي.
من الصعب تحديد القيمة الصافية لممتلكات العقارات التابعة لمنظمة ترمب بشكل مستقل، حيث قد تكون كل ملكية فردية مرهونة بالديون. في أكتوبر 2015، نشرت مجلة فوربس مقالًا يوضح نضالها الذي استمر لعقود لتقدير القيمة الصافية الحقيقية لثروة ترمب والمنظمة. في عام 2018، زعم صحفي سابق في فوربس عمل على قائمة فوربس في (مقال رأي) في صحيفة واشنطن بوست أن ترمب كذب بشأن ثروته مرارًا وتكرارًا للحصول على مكان في القائمة، وأشار إلى أن التقديرات السابقة من فوربس حول الحد الأدنى لصافي ثروة ترمب كانت لا تزال أعلى بكثير من قيمته الصافية الحقيقية.
في نموذج C المقدم في عام 1984 لأعمال استشارية مزعومة، أبلغ دونالد ترمب عن عدم وجود دخل ولكنه أدرج أكثر من 600,000 دولار كنفقات غير معروفة. بعد أن رفض مدققو ولاية ومدينة نيويورك النفقات غير المبررة، طلب ترمب محاكمة ضريبية. وفي محاكمات منفصلة في عام 1992، حكم قضاة الولاية والمدينة ضد ترمب.
في القضية المتعلقة بالمدينة، كان الشاهد الوحيد لترمب هو المحامي والمحاسب الذي أعد إقراراته الضريبية لأكثر من 20 عامًا، والذي شهد بأنه على الرغم من أن الإقرار يحمل توقيعه، إلا أنه لم يقم بإعداد الإقرار الضريبي لعام 1984 الذي تم تقديم نسخة فوتوغرافية منه (حيث لم تكن النسخة الأصلية متوفرة). ادعى ترمب أنه كان ضحية ازدواج ضريبي، ورد القاضي بكتابة أن "المشكلة المطروحة هنا هي [بدلاً من ذلك] غياب الضريبة."
في يونيو 2016 (خلال حملة دونالد ترمب الرئاسية 2016)، زعم الصحفي الاستقصائي ديفيد كاي جونستون ‏ أن الإجراءات أظهرت أدلة على وجود احتيال ضريبي متعمد، ودعا ترمب إلى الإفصاح عن إقراراته الضريبية للكشف عما إذا كان قد كرر مثل هذا السلوك.
في قضية تشهير ضد مؤلف كتاب TrumpNation تيموثي أوبراين، شهد دونالد ترمب في عام 2007 قائلاً: "أعتقد أن الجميع" يبالغون في قيم ممتلكاتهم، وأكد أنه لم يفعل ذلك "بما يتجاوز المعقول". وأوضح أنه كان يعطي رأيه للرئيس المالي (مدير المالية) آلين ويسلبيرغ، الذي كان "بالغ الأغلبية" هو من يحدد القيم النهائية، والتي وصفها ترمب بأنها "محافظة".
وفي حالة واحدة زادت فيها قيمة عقار من 80 مليون دولار في عام 2005 إلى 150 مليون دولار في عام 2006، قال ترمب: "كانت قيمة العقار منخفضة جدًا، برأيي، حينها، ومن ثم ارتفعت بشكل كبير". لكنه لم يستطع تقديم سبب لهذا بخلاف رأيه.
بين عامي 2011 و2015، قدمت منظمة ترمب تقييمات لبعض الممتلكات تفوق قيمتها الملايين - وفي إحدى الحالات أكثر من 500 مليون دولار - للمقرضين المحتملين مقارنة بما تم تقديمه للسلطات الضريبية. وذكرت صحيفة واشنطن بوست ذلك في نوفمبر 2021.
في يناير 2017، وقبيل تنصيبه كرئيس للولايات المتحدة، أعلنت محاميته شيري ديلون أن أعمال المنظمة ستُنقل إلى قانون التوكيل ويُدار من قبل أبنائه دونالد ترمب الابن وإريك ترمب، بالإضافة إلى آلين ويسلبيرغ.

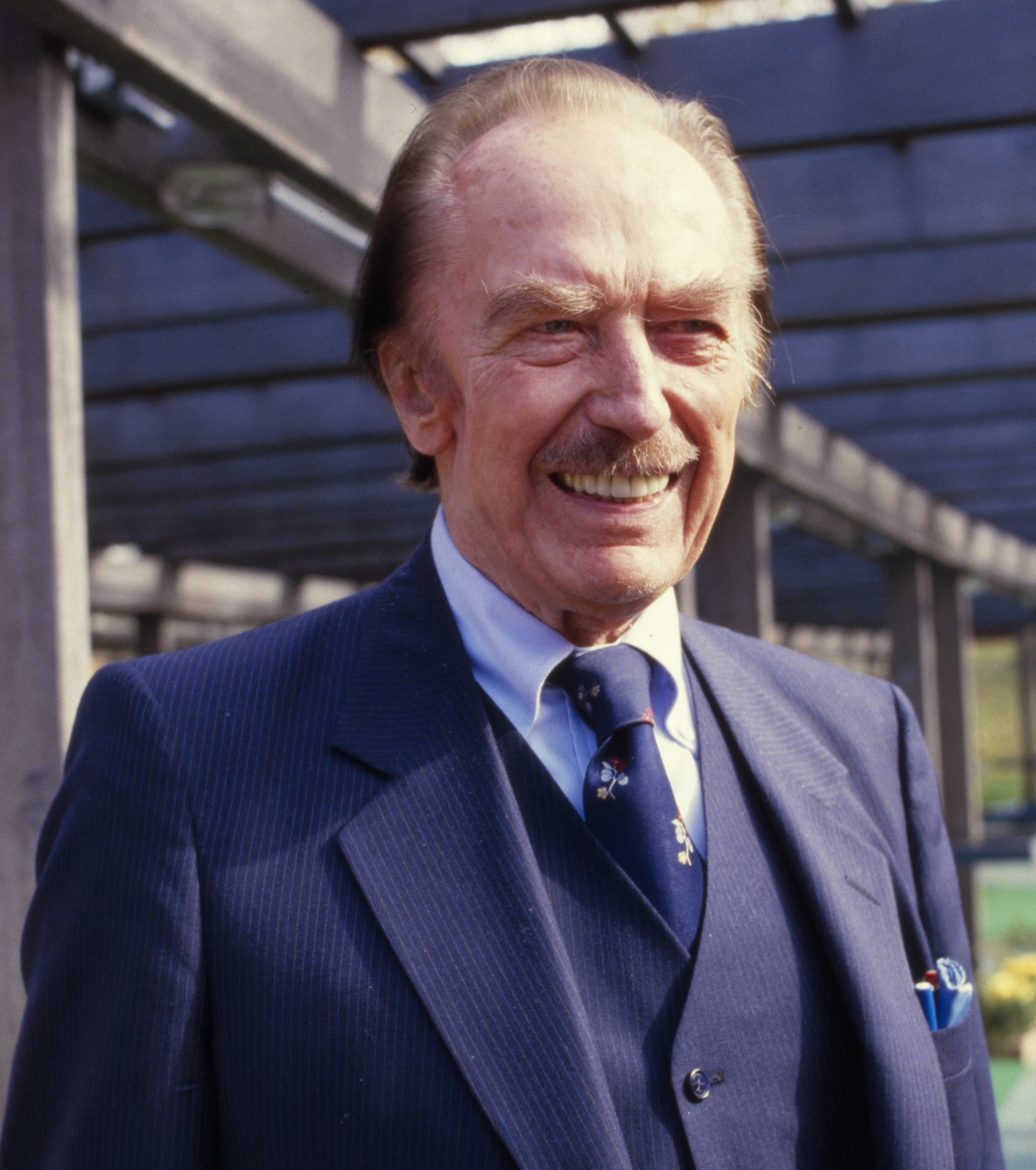
والد دونالد ترمب، فريد ترمب، ق. 1986

في أكتوبر 2018، نشرت صحيفة نيويورك تايمز تحقيقًا مطولًا حول الميراث الذي حصل عليه دونالد ترمب من والديه، فريد وماري آن ماكلويد ترمب. تضمن التحقيق تحليلات مفصلة لسجلات مالية لعائلة ترمب. وقد استند التحقيق إلى مقابلات مع مستشارين وموظفين سابقين لترمب، وأكثر من 100,000 صفحة من الإقرارات الضريبية والسجلات المالية الخاصة بشركات ترمب. وكشفت ماري ترمب، ابنة شقيق دونالد، في كتابها كثير للغاية وليس كافيا أبدا أنها زودت الصحيفة بـ 19 صندوقًا من هذه السجلات المالية.
وصف المقالة كيفية إدارة فريد ترمب وأطفاله لوراثة ممتلكات الأسرة العقارية، بما في ذلك استراتيجيات يُزعم أنها تهدف إلى تجنب دفع أكثر من 500 مليون دولار من ضريبة الهدايا وضريبة العقارات في الولايات المتحدة. تضمنت هذه الاستراتيجيات تحويل الأموال من شركات العائلة إلى الأبناء على مدار حياتهم وتقليل قيمة العقارات الموروثة عند نقلها.
نفى محامي دونالد ترمب ارتكاب أي غش أو التهرب الضريبي في الولايات المتحدة، مشيرًا إلى أن "الرئيس ترمب لم يكن له أي دور يُذكر في هذه الأمور. إذ تمت إدارتها بواسطة أفراد آخرين من عائلة ترمب الذين لم يكونوا خبراء بدورهم واعتمدوا بالكامل على [محامين مرخصين، محاسب قانوني معتمد، ومثمنين عقاريين]".
تزامنًا مع نشر التحقيق، أعلنت إدارة الضرائب والمالية في ولاية نيويورك أنها ستراجع الادعاءات.
في منتصف عام 2021، شرحت ماري ترمب (وهي مصدر رئيسي للتحقيق) كيف استخدمت المنظمة شركة صورية لتحويل الأموال، مما أدى إلى خفض قيمة "العمل الأساسي" لفريد ترمب إلى 30 مليون دولار عند وفاته.
في أغسطس 2018، أفادت التقارير أن المدعي العام لمنطقة مانهاتن سيراس فانس جونيور كان يفكر في فتح تحقيق جنائي ضد منظمة ترمب واثنين من كبار مسؤوليها التنفيذيين بسبب تعويضهم لمحامي ترمب الشخصي آنذاك مايكل كوهين عن فضيحته مع ستورمي دانيالز. قامت المنظمة بتسجيل التعويض كمصاريف قانونية رغم أن كوهين لم يقم بأي عمل قانوني في القضية. في أغسطس 2019، قام فانس باستدعاء ‏ محاسبي المنظمة، Mazars، للحصول على سجلات ضرائب ترمب. في يوليو 2020، قررت المحكمة العليا للولايات المتحدة أن سجلات ضرائب ترمب يمكن أن تُسلم إلى المدعين العامين، مما أسفر عن إنتاج ملايين الصفحات من الوثائق، بما في ذلك عوائد ترمب من يناير 2011 إلى أغسطس 2019. في نوفمبر 2022، أفيد بأن مكتب المدعي العام (الذي كان تحت إشراف ألفين براغ ‏) كان يعيد فحص قضية المال الصامت، مما أدى إلى اتهامه. بعد قرار المحكمة العليا، أصدرت وزارة الخزانة سجلات ضرائب ترمب من 2015 إلى 2020 إلى لجنة الطرق والوسائل في مجلس النواب، وبعد تصويت اللجنة، عرضت السجلات للجمهور قبل نهاية العام.
في فبراير 2019، وفي ظل سؤال من ألكساندريا أوكاسيو-كورتيز (D-NY) حول ما إذا كان ترمب قد قدم أصولًا مبالغًا فيها لشركة تأمين، شهد كوهين أمام الكونغرس أن ترمب "كان يبالغ في [الأصول الإجمالية للمنظمة] عندما كان ذلك يخدم أغراضه، مثل محاولة إدراج اسمه بين أغنى الناس في فوربس، وكان يقلل من قيمتها لتقليص الضرائب العقارية ‏." بعد شهادة كوهين، في مارس، أصدرت إدارة الخدمات المالية في ولاية نيويورك ‏ استدعاءً لشركة أي أو أن للتأمين، الوسيط التأميني طويل الأمد للمنظمة. في نفس الشهر، بدأ مكتب المدعي العام لولاية نيويورك ليتيسيا جيمس في التحقيق في المنظمة، بعد أن صرحت بأنها تنوي القيام بذلك خلال حملتها في عام 2018 ‏. بحلول سبتمبر 2019، كانت المنظمة تخضع للتحقيق الفيدرالي من قبل المنطقة الجنوبية في نيويورك ‏ بشأن مزاعم بتضخيم المطالبات التأمينية. بحلول ديسمبر، كان مكتب جيمس قد استدعى المنظمة للحصول على بعض السجلات التي فشلت في تقديمها لمدة لا تقل عن 21 شهرًا.